# ألين كرانك
ألين كرانك (بالسلوفينية: Alen Krajnc)‏ هو لاعب كرة قدم سلوفيني، ولد في 1 يوليو 1995 في سلوفينيا. لعب مع نادي كوبر.

## وصلات خارجية
- ألين كرانك على موقع قاعدة بيانات كرة القدم.إي يو (الإنجليزية)
- ألين كرانك على موقع Soccerway.com (الإنجليزية)
- ألين كرانك على موقع عالم كرة القدم.نت (الإنجليزية)